# غوستاف أدولف ميخائيلس
غوستاف أدولف ميخائيلس (بالألمانية: Gustav Adolph Michaelis)‏ (و. 1798 – 1848 م) هو طبيب، وطبيب توليد، وطبيب توليد ‏ ألماني، ولد في هامبورغ، كان عضوًا في الأكاديمية الألمانية للعلوم ليوبولدينا، توفي في ليرته، عن عمر يناهز 50 عاماً.